# Punk in Drublic
Punk in Drublic je peti studijski album ameriške punk skupine NOFX, ki je izšel leta 1994 pri založbi Epitaph Records, in eden najbolj znanih albumov skupine.

## Produkcija
Album je produciral Ryan Greene iz založbe Epitaph, ki je poskrbel za bolj izpiljen izdelek od njihovih prejšnjih izdaj, ki jih je produciral lastnik založbe Brett Gurewitz. Greene jih je tudi spodbudil k eksperimentiranju, najvidnejši rezultat česar je skladba »My Heart Is Yearning« s pridihom calypsa, sicer pa se Punk in Drublic po slogu ne razlikuje bistveno od prejšnjih izdaj NOFX.
Med gosti na albumu sta Chris Dowd iz skupine Fishbone v skladbi »Dig« in Kim Shattuck iz skupine The Muffs, ki je prispevala ženski vokal v skladbi »Lori Meyers«.
Naslov je spunerizem stavka »Drunk in public« (dobesedno »Pijan(i) v javnosti«).

## Seznam skladb
Vse pesmi je napisal in uglasbil Fat Mike, razen kjer je posebej označeno.
| Št. | Naslov                                              | Dolžina |
| --- | --------------------------------------------------- | ------- |
| 1.  | „Linoleum‟                                          | 2:10    |
| 2.  | „Leave It Alone‟ (napisala Fat Mike in Eric Melvin) | 2:04    |
| 3.  | „Dig‟                                               | 2:16    |
| 4.  | „The Cause‟                                         | 1:37    |
| 5.  | „Don't Call Me White‟                               | 2:33    |
| 6.  | „My Heart Is Yearning‟                              | 2:23    |
| 7.  | „Perfect Government‟ (napisal Mark Curry)           | 2:05    |
| 8.  | „The Brews‟                                         | 2:40    |
| 9.  | „The Quass‟                                         | 1:18    |
| 10. | „Dying Degree‟                                      | 1:50    |
| 11. | „Fleas‟                                             | 1:47    |
| 12. | „Lori Meyers‟                                       | 2:21    |
| 13. | „Jeff Wears Birkenstocks‟                           | 1:26    |
| 14. | „Punk Guy‟                                          | 1:08    |
| 15. | „Happy Guy‟                                         | 1:58    |
| 16. | „Reeko‟                                             | 2:59    |
| 17. | „Scavenger Type‟                                    | 7:12    |

## Odziv
Album je skupini prinesel mednarodno slavo; nastal je v obdobju zatona grungea in vzpona pop punk scene sredine 1990. let, ki so ga zaznamovale skupine, kot sta Green Day z albumom Dookie in The Offspring s Smash. A Punk in Drublic s svojim melodičnim hardcore punkom in inteligentnimi besedili je po mnenju nekaterih najpomembnejši punk album leta 1994, s katerim je skupina zares pokazala, kaj zmore.
Leta 2000 je prejel zlato certifikacijo za več kot pol milijona prodanih izvodov, kljub temu, da skupina ni dovolila predvajanja na kanalu MTV in da tudi radijske postaje niso vrtele skladb z njega. Po besedah frontmana naj bi bilo skupno število prodanih izvodov po vsem svetu okoli milijona.